# Тонких, Иван Васильевич

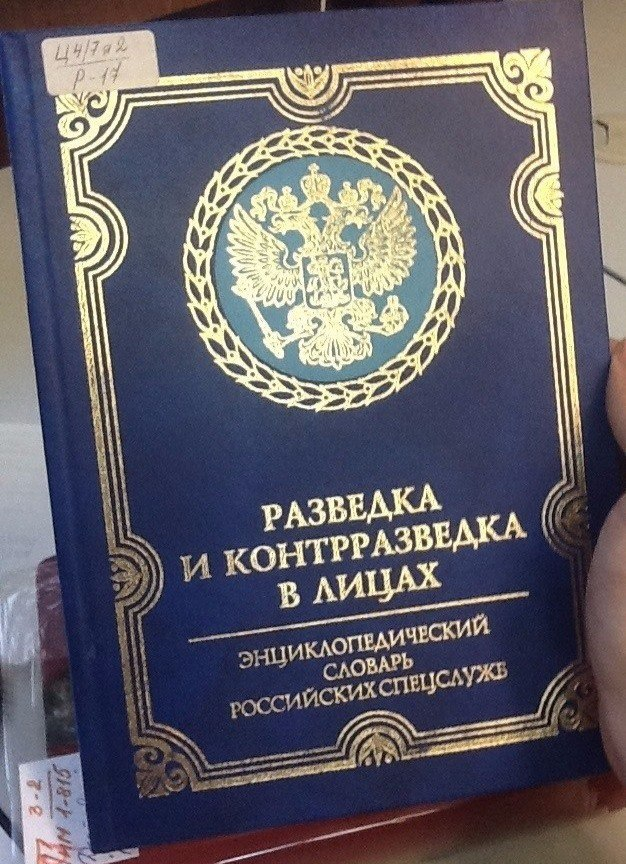
Титульный лист энциклопедии, где упоминается про разведчика Тонких Ивана Васильевича

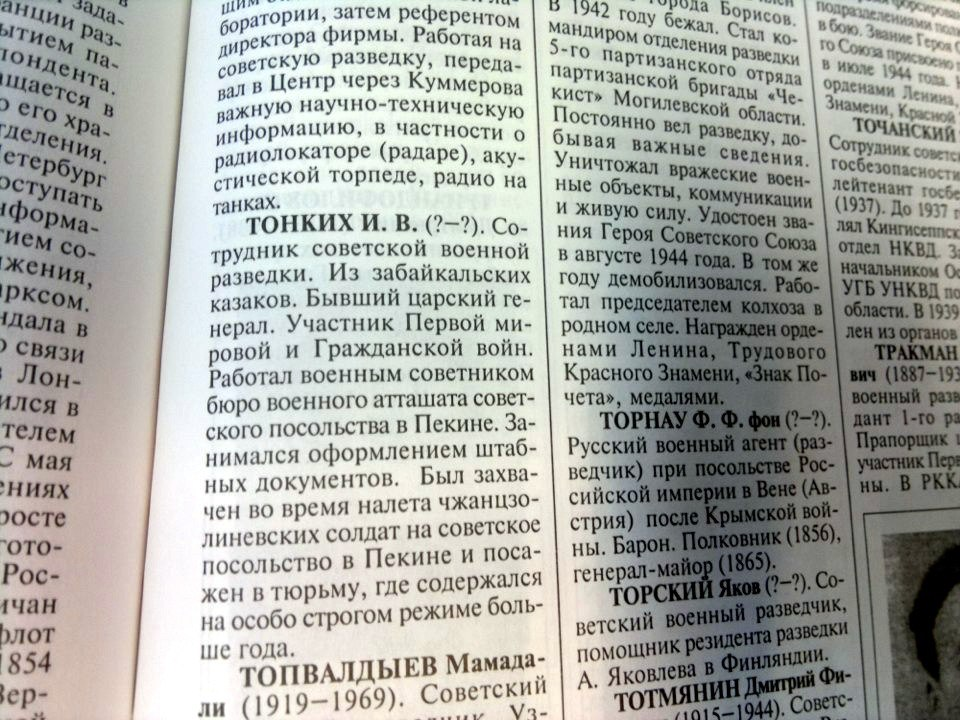
Упоминание про Тонких Ивана Васильевича в энциклопедии российской военной разведки

Иван Васильевич Тонких (25 июля 1877 — 3 июля 1939) — офицер Русской императорской армии, востоковед, исследователь Китая и Монголии, сотрудник пекинской резидентуры Разведуправления РККА.

## Биография

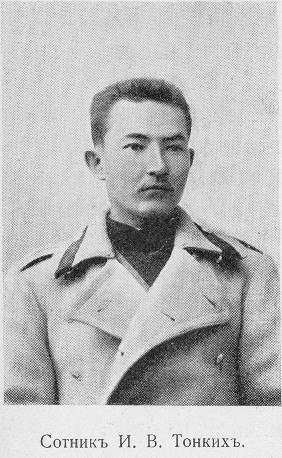
Сотник Тонких Иван Васильевич — участник Русско-Японской войны

Уроженец пос. Больше-Тонтойский Копунской станицы Забайкальской области. Общее образование получил в Нерчинское уездном училище. В службе с 16.11.1894 в 1-м Забайкальском казачьем батальоне. Окончил Иркутское пех. юнкерском училище (1897). Выпущен Хорунжим (ст. 03.02.1898) в Верхнеудинский 1-й казачий полк Забайкальского казачьего войска.
Участник военных действий против Китая в 1900-1901 гг. в составе сменной команды 1-го Верхнеудинского полка Забайкальского казачьего войска, после чего полк был расквартирован на Квантунском полуострове. Сотник (старшинство с 01.09.1901). Участвовал в противодействии беспорядкам во время Боксерского восстания (Ихэтуаньского восстания).
Поступил в Николаевскую академию Генерального штаба (Николаевская академия Генштаба), но провалился из-за недостаточного среднего балла (10.1902). С разрешения военного министра Тонких получил право слушать лекции в академии в качестве вольнослушателя (1902-1903), с прикомандированием к Главному управлению казачьих войск (11.1902). В Академию был зачислен после сдачи экзамена (01.10.1903). С началом Русско-японской войны отчислен из Академии и направлен в свою часть с правом повторного поступления в Академию по окончании военных действий (05.02.1904). Участник Русско-японской войны 1904-1905 гг. Ранен. Подполковник за боевые отличия (1905; старшинство с 26.05.1904). Зачислен в Академию (23.09.1905). Окончил Николаевскую академию Генерального штаба (1908; 1-й разряд).
Капитан (ум. 02.05.1908). Служил цензовым командиром сотни в 1-м Верхнеудинском казачьем полку (командир 6-й сотни; 06.11.1908-15.11.1910). Старший адъютант штаба 3-го Сибирского армейского корпуса (26.11.1910-03.01.1911). Обер-офицер для поручений при штабе Иркутского военного округа (03.01.1911). Начальник разведывательного отделения Главного квартирмейстерского управления при штабе Иркутского военного округа (02.03-24.09.1911). Во время эпидемии чумы на Дальнем Востоке (1910-1911) находился в секретной командировке в Маньчжурии (26.06.-23.08.1911). Помощник начальника разведывательного отделения штаба Иркутского военного округа (24.09.1911-27.01.1913). Был командирован в Пекин на 2 года для изучения китайского языка (27.01.1913). В связи с мобилизацией прибыл из командировки (08.1914). Исполняющий обязанности старшего адъютанта оперативного отдела Главного квартирмейстерского управления штаба Иркутского военного округа (27.08.-31.10.1914). Исполняющий должность штаб-офицера для поручений при канцелярии генерал-квартирмейстера Северо-Западного фронта (28.01.-23.06.1915). Подполковник (произведен 22.03.1915; старшинство с 06.12.1914) с утверждением в должности. Исполняющий обязанности начальника штаба 5-й кавалерийской дивизии (23.06.-03.10.1915). Исполняющий обязанности начальника разведывательного отделения Главного квартирмейстерского управления штаба Западного фронта (03.10.1915-01.11.1916). Полковник (произведен 15.08.1916; старшинство 06.12.1915; на основании приказа по Военному ведомству 1916 г. № 379) с утверждением в должности. Командир 1-го Верхнеудинского полка Забайкальского казачьего войска (01.11.1916-30.08.1917). Начальник штаба 1-й Забайкальской казачьей дивизии (с 30.08.1917). В антибольшевистских вооруженных формированиях был начальником штаба Дальневосточной казачьей группы (16 - 23.09.1918), затем - 4-го Восточно-Сибирского армейского корпуса (23. 09.1918 - 03.01.1918), затем - 4-го Восточно-Сибирского армейского корпуса (23. 09.1918 - 03.01.1918).09.09.1918-03.01.1919), Южной группы Западной армии (26.04.-23.05.1919), Южной отдельной армии (23.05.-18.09.1919), Оренбургской армии (18.09.1919-06.01.1920) войск А. В. Колчака. Генерал-майор (16.05.1919). В 1920 году в вооруженных силах Российской Восточной периферии был начальником штаба походного атамана Григория Семенова.
Эмигрант, по состоянию на 1925 год проживал в Пекине (Китай). В 1927 году был сотрудником военного атташе Полномочного представительства СССР в Китае. 6 апреля 1927 года был арестован китайскими властями во время обыска в помещении Полномочного представительства в Пекине. Вероятно, после этого он вернулся в СССР. По состоянию на 1937 год проживал в Москве: Чистые пруды, дом 12, корпус 4, квартира 72. Пенсионер Красной Армии. Арестован 22 августа 1937 года. Приговорен Военным трибуналом Московского военного округа по обвинению в шпионаже. Расстрелян 3 июля 1939 года. Похоронен на Донском кладбище в Москве.

## На службе военного атташе в Пекине
В начале 1927 года Великобритания, опасаясь потерять свои позиции в Китае в результате революции 1925-1927 годов, потребовала от СССР прекратить военно-политическую поддержку гоминьдановско-коммунистического правительства. Отказ СССР выполнить условия «ноты Чемберлена» (23.02) привел к резкому ухудшению отношений между Великобританией и СССР. В результате китайского рейда на советское посольство в Пекине (6.04) и обыска, проведенного британской полицией в советско-британском АО «Аркос» в Лондоне (12.05), консервативное правительство Стэнли Болдуина получило секретные советские документы, подтверждающие «подрывную деятельность» Московского Коминтерна в Великобритании и Китае, после чего Великобритания разорвала торговые и дипломатические отношения с СССР (27.05). В Советском Союзе это было воспринято как подготовка «крестового похода» против СССР, что привело к нарастанию военного психоза, подогреваемого усилением борьбы белогвардейской эмиграции как внутри страны (теракты РОВСа в Москве, Ленинграде, Минске), так и за ее пределами (убийство Войкова в Варшаве). Несмотря на то, что Великобритания после победы антикоммунистических переворотов в Китае (Чан Кайши в Шанхае и Ван Цзинвэя в Ухане) и разрыва Гоминьдана с СССР не стремилась к эскалации конфликта, Сталин использовал ситуацию для ужесточения карательной политики (введение в действие 58-й статьи УК РСФСР), свертывания НЭПа и разгрома троцкистско-зиновьевской оппозиции (ноябрь-декабрь 1927). Великобритания восстановила дипломатические отношения с СССР в 1929 году.
В ночь на 6 апреля 1927 года банда чжанцолиневских солдат и полицейских при содействии полиции, охранявшей посольские кварталы, и с ведома послов США, Великобритании, Японии, Франции, Голландии, Испании и Португалии учинила погром в советском посольстве в Пекине. Незадолго до этого, по словам П. Балакшина, был пойман помощник советского военного атташе при попытке проникнуть на территорию британского посольства. Китайская полиция располагала информацией о том, что в советском посольстве скрываются китайские коммунисты, участвовавшие в восстаниях против национального правительства и маршала Чжан Цзолиня. Во время налета на посольство было изъято 463 отдельных папки с документами общим объемом более трех тысяч, которые сотрудники посольства не успели сжечь. Полиция арестовала одного из основателей КПК, профессора Пекинского университета Ли Дачжао и 20 китайцев, проживавших на территории посольства, а также советских граждан - сотрудников аппарата военного атташе - И. Д. Тонких и Лященко. Тонких, их забайкальских казаков, бывший генерал царской армии, участник Первой мировой и Гражданской войн в России, был военным советником аппарата военного атташе в Пекине. После ареста он был заключен в тюрьму, где более года содержался в условиях особо строгого режима.
Советское правительство немедленно выступило с самым громким и решительным протестом, признав рейд «неслыханным нарушением элементарных международных норм», а изъятые документы - ловкой подделкой полиции Чжан Цзолиня. В ответ на такие заявления Чжан Цзолинь приказал прессе опубликовать несколько фотографий изъятых документов.
6 апреля 1927 года в Пекине во время рейда полиции и солдат Чжан Цзолиня на советское посольство было разгромлено помещение советского военного атташе, 2 советских гражданина (Тонких и Ильященко) и 25 китайских коммунистов во главе с Ли Дачжао были арестованы на территории посольства Тяньцзинь.
Он был освобожден из заключения в сентябре 1928 года, после чего уехал на родину.
В течение двух месяцев находился в распоряжении Разведывательного управления штаба РККА, преподавал спецкурсы в Московской объединенной пехотной школе, работал библиографом в библиотеке Центрального дома Красной Армии имени М.В. Фрунзе (ныне Культурный центр Вооруженных Сил Российской Федерации). В апреле 1935 года И.В. Тонких был уволен со службы и стал пенсионером Красной Армии.

## Награды
Согласно изданию А. Ганина и В. Семёнова:
- Орден Святого Владимира 3-й степени (06.12.1916)
- Орден Святого Владимира 4-й степени с мечами и бантом (1904);
- Орден Святой Анны 2-й степени (06.05.1911);
- Мечи к ордену Святой Анны 2-й степени (07.11.1916);
- Орден Святой Анны 3-й степени с мечами и бантом (06.10.1904);
- Орден Святой Анны 4-й степени (1901);
- Орден Святого Станислава 1-й степени с мечами (1916);
- Орден Святого Станислава 2-й степени с мечами (1905);
- Орден Святого Станислава 3-й степени с мечами и бантом (14.08.1904);
- Высочайшее благоволение (23.05.1916);

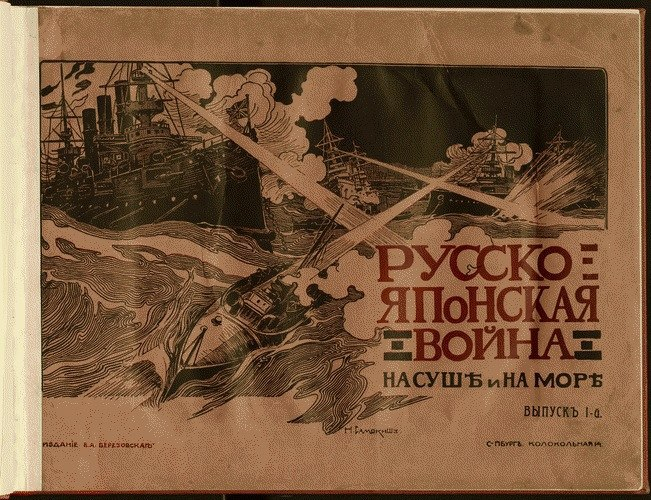
Упоминание о Тонких И. В. в вестнике Русско-Японская война на суше и на море.jpg

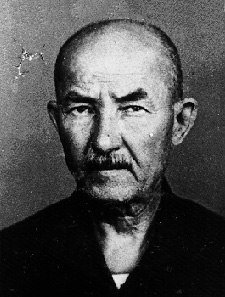
Во время ареста

- Высочайшее благоволение (09.04.1915, за отлично-усердную службу и труды…).